# Julián Prats
Julián Prats Estupiñá nació el 1 de febrero de 1838 en la masía de la Venta de Farinetes del término de la Puebla de Alcolea, en Morella. 
Regentó un comercio en Madrid, llegando a desempeñar altos cargos en la Administración. Murió a la edad de 45 años el 15 de diciembre de 1883 en Madrid.

## Biografía
Julián Prats fue a Madrid cuando contaba 13 años, sin más instrucción que la  que se recibe en los establecimientos de enseñanza elemental.  
Fue admitido en calidad de humilde aprendiz en una tienda de la calle de Toledo.
En esta humilde esfera dio comienzo a su carrera el que había de llegar a ser, andando el tiempo, uno de los primeros almacenistas de Madrid, y uno de los hombres en que más estimación ha tenido el comercio español.
Algunos años después, en 1857, era dueño del establecimiento, el cual tomó en traspaso de su primitivo propietario.
La calle de Toledo ofrecía escaso campo a la actividad de nuestro comerciante, y se trasladó a la calle de Postas, en donde los artículos que en ella se expenden, le obligaron a adquirir nuevas relaciones, a conocer nuevos mercados y a ensanchar considerablemente sus negocios. Con haber tomado un vuelo extraordinario, Julián Prats no se dio por satisfecho, y abandonó esta calle clásica de los comerciantes al por menor, para trasladarse a la plaza de Celenque, en 1871, en donde pudo al fin ver realizados los sueños de la mayor parte de los que se consagran a su carrera.
Julián Prats aumentaba todavía más el círculo de sus negocios, trasladándose a uno de los mayores locales con que cuenta Madrid, a la calle de la Concepción Jerónima, número 7, en donde podía constituir depósito de los tejidos que se conocen en todas partes del mundo. De este modo el aprendiz de la calle de Toledo llegó a ser uno de los almacenistas más respetados y de crédito más seguro y mejor consolidado de Madrid.
En 1876 fue elegido presidente del Círculo de la Unión Mercantil y Industrial de Madrid, cuyo cargo desempeñó durante dos años. 
En 1882 fue reelegido presidente del Círculo: era uno de los miembros más importantes de la Asociación para la reforma de los aranceles de aduanas, pertenecía a la Asociación para la enseñanza de la mujer, a la Institución libre de enseñanza, de la cual era tesorero; fue nombrado vocal de la Junta de aranceles y valoraciones, en donde prestaba con sus conocimientos señaladísimos servicios.
Amigo personal y político del señor Ruiz Zorrilla, siguió a este hombre público en todas las vicisitudes de su vida. 
Fue candidato a la diputación a Cortes en las elecciones de las Constituyentes de 1869, por la circunscripción de Castellón; volvió a presentar su candidatura en 1881; en ambas elecciones fue, derrotado.
Falleció en Madrid el 15 de diciembre de 1883.
Los periódicos de todos los colores políticos dedicaron al día siguiente del fallecimiento de Julián Prats sentidas frases de pésame:

El 25 de diciembre de 1902 el alcalde de Morella D. Valeriano Guarch Fígols en sesión plenaria propuso: 
Enalteciendo las virtudes del acaudalado comerciante que llegó a despeñar altos cargos en la administración de Madrid creyó, que la ciudad de Morella debía rendirle un tributo de agradecimiento y propuso: Que la calle de la Fuente pasase a llamarse calle de D. Julián Prats.
La proposición fue aprobada por unanimidad.
Los periódicos de la época retratan con exactitud su dedicación al trabajo, su carácter afable y su disposición a la mejora de la situación del comercio de Madrid.

## Cargos desempeñados en la Administración
- Presidente del Círculo de la Unión Mercantil y Industrial.
- Presidente de la Junta de Aranceles y Valoraciones.
- Tesorero de la Institución libre de enseñanza.
- Miembro de la Sociedad para la reforma de Aranceles y aduanas.
- Miembro del Casino democrático-progresista.